# Vlad II. Dracul

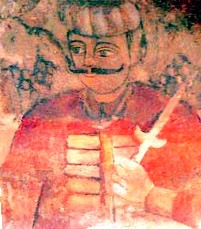
Vlad II. Dracul

Vlad II. Dracul (Vlad der Drache; * 1395; † 1447) war 1436–1442 und 1443–1447 Fürst der Walachei.
Als uneheliches Kind Mircea cel Bătrâns 1395 geboren, verbrachte Vlad einen Teil seiner Jugend als Geisel am Hof Sigismunds von Luxemburg, des späteren römisch-deutschen Kaisers. 1430 war er verantwortlich für die Sicherheit der walachischen Grenzen zu Transsylvanien. Seinen Beinamen erhielt er durch die Aufnahme in den Drachenorden (Societas Draconis) Kaiser Sigismunds in Nürnberg. Ritter im Auftrage des Drachen verpflichteten sich, das Christentum gegen die Heerscharen des Osmanischen Reichs zu verteidigen. 
Er war der Vater von Vlad III. Drăculea.

## Geschichte
Der in Nürnberg in den Orden aufgenommene Vlad II. Dracul kehrte nach Schäßburg zurück, wo er auch das Recht zur Münzprägung hatte. 1436 stellte er auf Befehl Sigismunds Truppen in Transsylvanien zusammen und stürzte nachfolgend seinen in der Walachei regierenden jüngeren Halbbruder Alexandru Aldea, der gute Beziehungen zu den Türken unterhielt. Mit Zustimmung Sigismunds bestieg er den Thron als Fürst der Walachei in deren Hauptstadt Târgoviște.
Hierauf entwickelte sich die langwährende Feindschaft zur Basarab-Familie. Nach dem Tode Sigismunds unterzeichnete Vlad Dracul 1437 ein Bündnis mit den Türken, angeregt durch den Bauernaufstand von Bobâlna. Beim Einmarsch in Transsylvanien 1438 begleitete er das von Murad II. geführte Heer. Am 22. März des Jahres 1442 erlaubte er Bey Mezid mit einer zwischen 16.000 und 20.000 Mann starken Armee, bei der Invasion Transsylvaniens die Walachei zu durchqueren. Die türkische Armee stieß bis Hermannstadt vor; allerdings wurde sie von den Ungarn in die Walachei zurückgedrängt. Vlad Dracul überließ kurzfristig den Thron seinem Sohn Mircea II., den dieser aber an Basarab II. verlor. Mit Hilfe der Türken gelang es Vlad im folgenden Jahr, den Thron zurückzugewinnen. Zur Stärkung des Bündnisses mit den Türken, aber auch auf Druck des Sultans, dem Vlad wegen seines Lavierens zwischen dem Osmanischen Reich und Ungarn mittlerweile als unzuverlässig erschien, sandte Vlad seine Söhne Vlad III. Drăculea und Radu cel Frumos als Geiseln ins Osmanische Reich und entzog sich so möglicherweise selbst seiner drohenden Gefangennahme und Absetzung durch die Türken. Angesichts eines neuen christlichen Kreuzzugs gegen die Osmanen sandte Vlad 1444 seinen ältesten Sohn Mircea II. mit Truppen zur Unterstützung der Türken aus, da das zuvor geschlossene Abkommen mit den Türken nicht gefährdet werden sollte. In der folgenden Schlacht bei Varna kam es zur weitgehenden Vernichtung der christlichen Armee und zum Tod des Königs Wladislaw I. von Ungarn.
1447 ließ Johann Hunyadi ungarische Truppen aufmarschieren. Entweder fiel Vlad Dracul nahe Târgoviște in seiner letzten Schlacht oder er wurde bald darauf ermordet. Seine letzte Ruhestätte fand er in der Nähe eines Klosters bei Bălteni. Den Thron übernahm Vladislav II. Ein Jahr später versuchte sein Sohn, Vlad III. Drăculea, den Thron wieder an sich zu reißen und Rache für seinen Vater zu nehmen.

## Belletristische Darstellung
- Liliana Le Hingrat: Das dunkle Herz der Welt, historischer Roman, Knaur TB (2015)